# Nay, Pyrénées-Atlantiques
Nay är en kommun i departementet Pyrénées-Atlantiques i regionen Nouvelle-Aquitaine i sydvästra Frankrike. Kommunen är chef-lieu över 2 kantoner som tillhör arrondissementet Pau. År 2022 hade Nay 3 203 invånare.

## Befolkningsutveckling
Antalet invånare i kommunen Nay
| Referens: INSEE |